# يو إف سي على فوكس: هندرسون ضد طومسون
يو إف سي على فوكس: هندرسون ضد طومسون (بالإنجليزية: UFC on Fox: Henderson vs. Thomson)‏ هو حدث لفنون القتال المختلطة نظمته يو إف سي، أُقيم في 25 يناير 2014، على يونايتد سنتر في شيكاغو ، إلينوي، الولايات المتحدة.